# 翁長雄志
翁長 雄志（おなが たけし、1950年〈昭和25年〉10月2日 - 2018年〈平成30年〉8月8日）は、日本の政治家。沖縄県那覇市長（4期）、沖縄県知事（本土復帰後第7代）を歴任した。

## 人物
1985年から2018年まで政治家としての活動を続けてきた。那覇市議会議員（2期）→沖縄県議会議員（2期）を経て、那覇市長（4期）、沖縄県知事（1期）を歴任した。
父は元沖縄県真和志市長の翁長助静、兄は沖縄県副知事・沖縄県議会議員を務めた翁長助裕。次男は元沖縄県議会議員の翁長雄治である。

## 生涯
- 1950年（昭和25年）10月2日 - 島尻郡真和志村（真和志市→現・那覇市）大道に翁長助静の三男として生まれる。
- 1963年（昭和38年） - 那覇教育区立大道小学校卒業
- 1966年（昭和41年） - 那覇教育区立真和志中学校（18期）卒業
- 1969年（昭和44年） - 琉球政府立那覇高等学校（22期）卒業
- 1975年（昭和50年） - 法政大学法学部法律学科卒業
- 1985年（昭和60年） - 那覇市議会議員に初当選（1期）
- 1989年（平成元年） - 那覇市議会議員に再選（2期）
- 1992年（平成4年） - 沖縄県議会議員に初当選（1期）
- 1996年（平成8年） - 沖縄県議会議員に再選（2期）
- 2000年（平成12年） - 第28代那覇市長に就任（1期）
- 2004年（平成16年） - 第29代那覇市長に就任（2期）
- 2008年（平成20年） - 第30代那覇市長に就任（3期）
- 2012年（平成24年） - 第31代那覇市長に就任（4期）
- 2014年（平成26年）
  - 10月3日 - 沖縄県知事選挙立候補のため那覇市長を辞職[5]。
  - 12月10日 - 沖縄県知事選挙の結果により、仲井眞弘多の任期満了をもって第7代沖縄県知事に就任（1期）。
- 2015年（平成27年） - 国際連合人権理事会で、沖縄の人々は自己決定権や人権をないがしろにされていると演説した。
- 2018年（平成30年）
  - 5月15日 - 4月に行った膵臓の腫瘍の病理検査でステージ2の膵臓がんであることを公表し、治療と体力の回復を進めながら公務復帰を目指すことを明らかにした（後に公務復帰）[6]。
  - 8月8日 - 沖縄県は、翁長知事が意識混濁状態であり容態が急変していることを受けて、午後に緊急記者会見を行い、同月12日まで謝花喜一郎副知事、同月13日から富川盛武副知事が職務代理を務めることを発表した[7]。
  - 同日18時43分、膵臓がんのため、知事在職中のまま浦添市の浦添総合病院で死去[2]。67歳没[8]。
  - 死去から2か月後の10月9日に那覇市の沖縄県立武道館で県民葬が営まれ、内閣官房長官（当時）の菅義偉はじめ3000人が参列し、新知事に就任した玉城デニーが弔辞を読んだ[9]。

## 役職
- 沖縄県市長会会長
- 全国市長会副会長
- 九州市長会副会長
- 自民党沖縄県連幹事長

## 活動

### 沖縄県議（自民党）時代（1992年 - 2000年）

#### 普天間基地の辺野古移設推進
沖縄県議時代は普天間米軍基地の辺野古移設を推進した。
平成11年10月の県議会の定例会で、普天間飛行場の移設問題を取り上げ、「私たちがなにゆえにこの県内移設を早期にやらきゃならぬかという見地に立ったのは、県全体の立場に立っての危険性の軽減であります」と強調。

### 那覇市長（自民党）時代（2000年12月 - 2014年10月）

#### 那覇軍港の浦添移転推進
那覇市長時代は那覇軍港の浦添移転を推進し、那覇軍港を返還させるとともに、浦添沖を埋め立てて新しい軍港を作り移転した。移転に際して翁長は「決断に敬意を表する。今後、那覇港は県・那覇市・浦添市の三者が一体となって国際流通港湾として整備・管理することになる。振興発展を担う中核施設として整備されるように努力を重ねたい」と評価した。

### 沖縄県知事選

#### 出馬表明の経緯
2014年6月5日、一部自民党議員からの沖縄県知事選挙立候補要請を受けて出馬表明した。出馬要請した自民党議員は、同年8月8日に除名もしくは離党勧告に従って離党した。同年8月11日、日本共産党・社会民主党・生活の党・沖縄社会大衆党・県民ネットの県政野党4会派で構成する知事選候補者選考委員会は「建白書に示された理念を堅持するぶれない知事が求められている」「沖縄うまんちゅ（民衆）のため力を尽くされる決意をお願いしたい」と要請文を読み上げ、翁長の出馬を求めた。

#### 辺野古移設反対
翁長は1985年から2014年まで自民党に所属し那覇市議、沖縄県議、那覇市長を歴任し、当初は辺野古移設に賛成していた。自民党県連幹事長も務め、22年前には、辺野古移設推進決議案を可決させた旗振り役だった。しかし、2014年6月、県知事選出馬の可能性が取りざたされた頃から一転、辺野古移設反対に回る。市町村長会において「我々が反対しても国の方針は変えられない」「基地に反対することでより多くの振興策が多く取れる」と発言し、埋め立て反対は基地問題の解決ではなく振興策を得るための手段であることを表明したと報道されたが、翁長は「沖縄振興予算が最も多かったのは名護市への移設に反対した知事時代だったという趣旨の話をした」と説明し、「話をすり替えている」と反論した。
2014年10月17日に行われた青年会議所主催の討論会では、「普天間は賞味期限切れで固定化は難しい。（事故がたまたま起きていないという）偶然という砂上の楼閣に載っている。万が一事故が起これば日米同盟そのものが吹き飛ぶ」と発言した。

#### 日本共産党との関係
那覇市議・沖縄県議・那覇市長時代は一貫して自由民主党に所属していたが、2014年の県知事選で自民党を離れて以来、沖縄からの基地撤去を主張する日本共産党からも支持を受けている。共産党委員長の志位和夫からは「このたたかいの先頭に立つ翁長さんが知事になれば、日米両政府に巨大な衝撃を与え、新しい歴史の扉を開きます。翁長さんを知事に押し上げ、沖縄の新しい歴史をつくろう」と激励され、翁長も「志位委員長から激励をいただき、本当にこれまでの政治活動が間違っていなかったと感じています。一緒に行動して本当に違和感がない。なぜもっと前から一緒にならなかったのかと話すくらいです」と応えた。
元那覇副市長城間幹子とともに志位と手をつないだ写真が掲載されたこともある。この際の写真は志位の公式Twitterにも掲載された。

#### 建白書をめぐる議論
県知事出馬にあたり、翁長は「建白書で大同団結し、普天間基地の閉鎖・撤去、県内移設断念、オスプレイ配備撤回を強く求める」と説明していたが、2013年1月25日に石垣市の中山市長らとともに署名した確認書では、「（建白書は）米軍普天間基地の移設について原則、県外への移設を理想とするものの、普天間基地の早期移設と周辺住民への危険性の除去を最優先と考えており、県内移設の選択肢を否定するものではない」と表記されている。八重山毎日新聞の取材に対し、中山は「オスプレイの強行配備に反対する内容の要請活動のはずだったが、要請書が建白書に変わり、なおかつ普天間の県内移設断念の文言が入っていたので署名できないと伝えた。41市町村長の署名押印をそろえたいと言われ、確認書をつくった。県内移設断念についてはオール沖縄ではなかった」と回答した。

#### 県知事選出馬にあたっての基本的な認識
- 普天間基地の閉鎖・撤去、県内移設断念、オスプレイ配備撤回を強く求める。そして、あらゆる手法を駆使して、辺野古に新基地はつくらせない。
- 日本の安全保障は日本国民全体で考えるべきものである。
- 米軍基地は、沖縄経済発展の最大の阻害要因である。基地建設とリンクしたかのような経済振興策は、将来に大きな禍根を残す。
- 沖縄21世紀ビジョンの平和で自然豊かな美ら島などの真の理念を実行する。
- アジアのダイナミズムに乗って動き出した沖縄の経済をさらに発展させる。
- 大いなる可能性を秘めた沖縄の「ソフトパワー」こそ、成長のエンジンである。
- 新しい沖縄を拓き、沖縄らしい優しい社会を構築する。
- 平和的な自治体外交で、アジアや世界の人々との交流を深める[21]。

### 沖縄県知事（自民党離党後）
2014年11月16日に投開票された沖縄県知事選挙で、日本共産党・社会民主党・生活の党・沖縄社会大衆党・県民ネット・那覇市議会最大会派で自由民主党から除名された市議による「新風会」から支援を受けて、初当選した。また、同日に行われた翁長の出馬によって空座になった那覇市長を決める選挙も翁長の側近の城間幹子元副市長が自民・公明両党の推薦する与世田兼稔を破り初当選した。

#### 国政でのオール沖縄
2014年12月14日投開票の第47回衆議院議員総選挙では、普天間飛行場の移設に反対する野党・無所属候補の推薦を決定し、翁長を支持した野党も応じて野党共闘がなされた。沖縄1区では日本共産党の赤嶺政賢、沖縄2区では社会民主党の照屋寛徳、沖縄3区では生活の党の玉城デニー、沖縄4区では翁長と同じく自民党を離党した無所属の仲里利信を推薦した。
結果全ての選挙区で現職の自民党候補を破り、翁長の推薦した候補全てが小選挙区で議席を獲得した。この際自民党候補と維新の党の下地幹郎も比例復活し、沖縄県内の立候補者全員が当選した。
2016年の第24回参議院議員通常選挙ではオール沖縄が支持する伊波洋一が、（当時）現職で沖縄担当相の島尻安伊子を破り当選した。

#### 施策
沖縄を訪れる外国人観光客で最も多いとされる台湾（中華民国）との関係を「兄弟のように親しい」と重視して度々訪台し、2016年5月に行われた蔡英文の中華民国総統就任式にも出席した。一方で、2016年7月に中国海軍のフリゲート艦が尖閣諸島近辺の海域に侵入した際は初めて日本政府に安全確保を要請し、2017年8月には中国・台湾漁船の違法操業の徹底的な取り締まりを日本政府に要請していた。

## 関連作品
ドキュメンタリー映画
- 太陽（ティダ）の運命（2025年）